# 654 (číslo)
Šest set padesát čtyři je přirozené číslo. Následuje po čísle šest set padesát tři a předchází číslu šest set padesát pět. Římskými číslicemi se zapisuje DCLIV a řeckými číslicemi χνδ.

## Matematika
654 je:
- Abundantní číslo
- Složené číslo
- Nešťastné číslo

## Astronomie
- (654) Zelinda je planetka hlavního pásu, kterou objevil v roce 1908 August Kopff

## Roky
- 654
- 654 př. n. l.